# Viksbåten (Bateau de Norrtälje)
Le Viksbåten (ou Bateau de Norrtälje)  est un bateau viking à bordages à clin trouvé lors de drainages des canaux de Stockholm en 1898 dans la commune de Norrtälje (comté de Stockholm). Les artéfacts retrouvés par l'agriculteur Erik Ersson ont été intégrés à sa propre collection d'objets anciens.

En 1985,lors d'un enregistrement des pièces de ce bateau, l'archéologue maritime Gunilla Larsson, par assemblage des pièces au Musée de la Marine (Stockholm), a opéré la reconstruction de ce navire.

## Le bateau
le Viksbåten mesure 9,6 m de long, 2,2 m de large pour un tirant d'eau de 0,54 m. Une grande partie du navire a été préservée : la quille, l'étrave, les virures et membrures.... Il a été construit totalement en chêne et la dendrochronologie l'estime du milieu du XIe siècle.

Il est du même type et de taille similaire au Bateau de Valsgärde conservé au Museum Gustavianum d'Uppsala.
Ce bateau viking de type karv est le plus petit navire de guerre connu de ce type. La trace d'un pied de mât indique qu'il portait une voile, et était aussi manœuvré par 6 paire de rameurs.

Le Viksbåten  est désormais exposé sur un châssis en acier au Erikskulle museum de Norrtälje qui présente les anciennes reliques de la collection du découvreur de l'épave.

## Construction d'une réplique
Entre 1996-98, une réplique du bateau a été réalisée au Erikskulle museum de Norrtälje. C'est le Tälja , un karv de 9,3 m de long et de 2,2 m de large, avec une voile de 16 m2 et 3 paires d'avirons.